# Epidendrum longicolle
Epidendrum longicolle är en orkidéart som beskrevs av John Lindley. Epidendrum longicolle ingår i släktet Epidendrum och familjen orkidéer. Inga underarter finns listade i Catalogue of Life.